# 14181 Koromházi
14181 Koromházi è un asteroide della fascia principale. Scoperto nel 1998, presenta un'orbita caratterizzata da un semiasse maggiore pari a 2,7139034 UA e da un'eccentricità di 0,1590731, inclinata di 8,90503° rispetto all'eclittica.